# Lethe mangala
Lethe mangala är en fjärilsart som beskrevs av Hans Fruhstorfer 1911. Lethe mangala ingår i släktet Lethe och familjen praktfjärilar. Inga underarter finns listade i Catalogue of Life.